# Isopoliteia
L'isopoliteia (in greco antico: ἰσοπολιτεία?) era un trattato di diritti di cittadinanza tra le polis (città-stato) dell'antica Grecia. Ciò avveniva attraverso l'accordo reciproco tra città o attraverso lo scambio di decreti individuali. Era usato per cementare relazioni diplomatiche amichevoli. La Lega etolica fu il caso unico di un'entità politica più ampia che concesse trattati di isopoliteia. La Sympoliteia andava oltre, fondendo i governi di due o più polis.

## Storia
Ci sono molti esempi di ciò, come un patto tra Mileto e Cizico del 330 a.C. circa che registrava la loro amicizia eterna. In altre occasioni i trattati avevano una durata limitata e dovevano essere rinnovati, come un trattato tra Mileto e Pygela della fine del IV secolo a.C., che rinnovava l'isopoliteia tra di loro. A una colonia potrebbe anche essere concessa un'isopoliteia dalla sua città madre, come Cio l'ha ottenuta da Mileto nel ca. 228 a.C.
Con una isopoliteia i cittadini potevano godere dei privilegi della loro cittadinanza in entrambe le città che avevano preso parte del trattato. In pratica ciò significava che avevano diritto a prestazioni quali l'esenzione dalla tassazione, il diritto al sacrificio nelle sedute pubbliche, i posti speciali negli incontri pubblici e il diritto di discutere le cause legali che erano riservate ai cittadini. Inoltre, qualsiasi cittadino della città che voleva ottenere la piena cittadinanza - in particolare l'ammissibilità di un incarico pubblico - nell'altra città doveva dichiararsi soggetto passibile di tassazione.
Nel caso delle città madri e delle colonie il rapporto era insolito, perché le città madri limitavano di norma il diritto al ritorno dei loro ex cittadini che si erano stabiliti nelle loro colonie. Vanessa Gorman sostiene che Mileto usò trattati di isopoliteia per attirare i coloni dalle sue colonie quando la città fu ricostruita dopo la battaglia di Micale nel 479 a.C. Il reinsediamento di Teo intorno alla seconda metà del sesto secolo dai coloni dalla sua colonia Abdera potrebbe essere stato un caso simile.